# 三分制
三分制是體育術語，特別常用於足球。意思是在一些循環賽如聯賽、分組賽中，贏一場賽事奪得3分的制度。在三分制推行之前，足球界使用兩分制。

## 各國實施三分制的年份
雖然英格蘭足球聯賽於1981年首先實施三分制，可是在上世紀八十年代至九十年代初期，全球大部份國家的足球聯賽，以及世界盃、歐洲國家盃等大型足球賽事，都維持採用兩分制，直至1990年世界盃被指入球數字偏低，國際足協為提高球隊的爭勝動機以增加入球數字，於1994年世界盃開始實施三分制，並於1995年起正式成為國際球例，自此各國聯賽均紛紛採用三分制。
- 1981: 英格蘭
- 1982: 以色列[1]
- 1983: 紐西蘭[2]
- 1984: 冰島
- 1986: 北愛爾蘭
- 1987: 土耳其、香港
- 1988: 挪威[3]、日本
- 1990: 瑞典[4]、格魯吉亞
- 1991: 塞浦路斯、芬蘭
- 1992: 希臘、[5] 芬蘭
- 1993: 比利時 (乙組)、保加利亞、[6] 愛爾蘭、[7] 意大利 (丙組)
- 1994: 克羅地亞、[8] 捷克、[9] 法國（1988-89年球季曾試行一季）、匈牙利、意大利（甲組及乙組）、羅馬尼亞、蘇格蘭、伊朗
- 1995: 阿根廷、奧地利、比利時 (甲組)、巴西、哥倫比亞、丹麥、德國、墨西哥、荷蘭、波蘭、葡萄牙、俄羅斯、西班牙、瑞士、烏拉圭